# Кеннон-Фолс (Міннесота)
Кеннон-Фолс (англ. Cannon Falls) — місто (англ. city) в США, в окрузі Гудг'ю штату Міннесота. Населення — 4220 осіб (2020).

## Географія
Кеннон-Фолс розташований за координатами 44°30′47″ пн. ш. 92°54′6″ зх. д. / 44.51306° пн. ш. 92.90167° зх. д. (44.513190, -92.901764). За даними Бюро перепису населення США в 2010 році місто мало площу 11,53 км², з яких 11,28 км² — суходіл та 0,25 км² — водойми.

## Демографія
Згідно з переписом 2010 року, у місті мешкали 4083 особи в 1708 домогосподарствах у складі 1061 родини. Густота населення становила 354 особи/км². Було 1869 помешкань (162/км²).
Расовий склад населення:
| - 96,3 % — білих - 0,5 % — корінних американців - 0,5 % — азіатів - 0,4 % — чорних або афроамериканців |

До двох чи більше рас належало 1,5 %. Частка іспаномовних становила 2,2 % від усіх жителів.
За віковим діапазоном населення розподілялося таким чином: 23,9 % — особи молодші 18 років, 59,1 % — особи у віці 18—64 років, 17,0 % — особи у віці 65 років та старші. Медіана віку мешканця становила 40,0 року. На 100 осіб жіночої статі у місті припадало 93,3 чоловіків; на 100 жінок у віці від 18 років та старших — 90,0 чоловіків також старших 18 років.
Середній дохід на одне домашнє господарство становив 59 255 доларів США (медіана — 43 092), а середній дохід на одну сім'ю — 75 943 долари (медіана — 68 177). Медіана доходів становила 48 625 доларів для чоловіків та 31 759 доларів для жінок. За межею бідності перебувало 19,1 % осіб, у тому числі 25,6 % дітей у віці до 18 років та 7,2 % осіб у віці 65 років та старших.
Цивільне працевлаштоване населення становило 2200 осіб. Основні галузі зайнятості: освіта, охорона здоров'я та соціальна допомога — 29,1 %, виробництво — 19,9 %, роздрібна торгівля — 8,4 %, будівництво — 7,5 %.